# Maison Rosenstein
Pour les articles homonymes, voir Rosenstein.
La Maison Rosenstein à Saint-Pétersbourg (en russe : Дом с башнями в Санкт-Петербурге), également appelé « immeuble aux tours », est un bâtiment historique construit en 1913-1915. Il est situé sur la place Léon Tolstoï, face à la perspective Kamennoostrovsky et à l'angle avec la perspective Bolchoï. 
Cet immeuble appartenant à K. Rosenstein (ru) a été construit par A. E. Belogroud (ru) dans le style de l'historicisme (ou rétrospectivisme), avec des éléments néo-gothiques.

## Histoire
Au milieu du XIXe siècle, ce site appartenait aux héritiers du fonctionnaire A. Kopeïkine et n'était pas aménagé. À partir de 1895, un vélodrome et une patinoire étaient implantés sur le terrain, où se déroula en 1898 le premier match de hockey sur gazon en Russie, ainsi que (le 31 mai 1898) le premier combat de boxe de démonstration. En 1899, la propriété passa à F. F. Felkel.
En 1909-1910, la perspective Bolchoï a été prolongée jusqu'à la rivière Karpovka, ce qui s'est accompagné d'un vaste travail de planification, dans lequel K. Rosenstein a joué un rôle actif.

## Construction
En 1909 l'architecte Belogroud commença la construction de l'édifice. Ce dernier aimait alors le Moyen Âge et stylisait l'édifice comme un château anglais. Belogroud abandonna l'ordre architectural classique et introduisit de la variété dans la composition, combinant audacieusement des éléments néo-Renaissance et néo-gothique. Des tours hexagonales symétriques s'élèvent au-dessus du corps principal du bâtiment. Les contours des ouvertures des fenêtres sont variés. Les angles des tours de Belogroud étaient rustiquées et un cadran décoratif avec les signes du zodiaque était placé dans le mur de l'une d'elles.

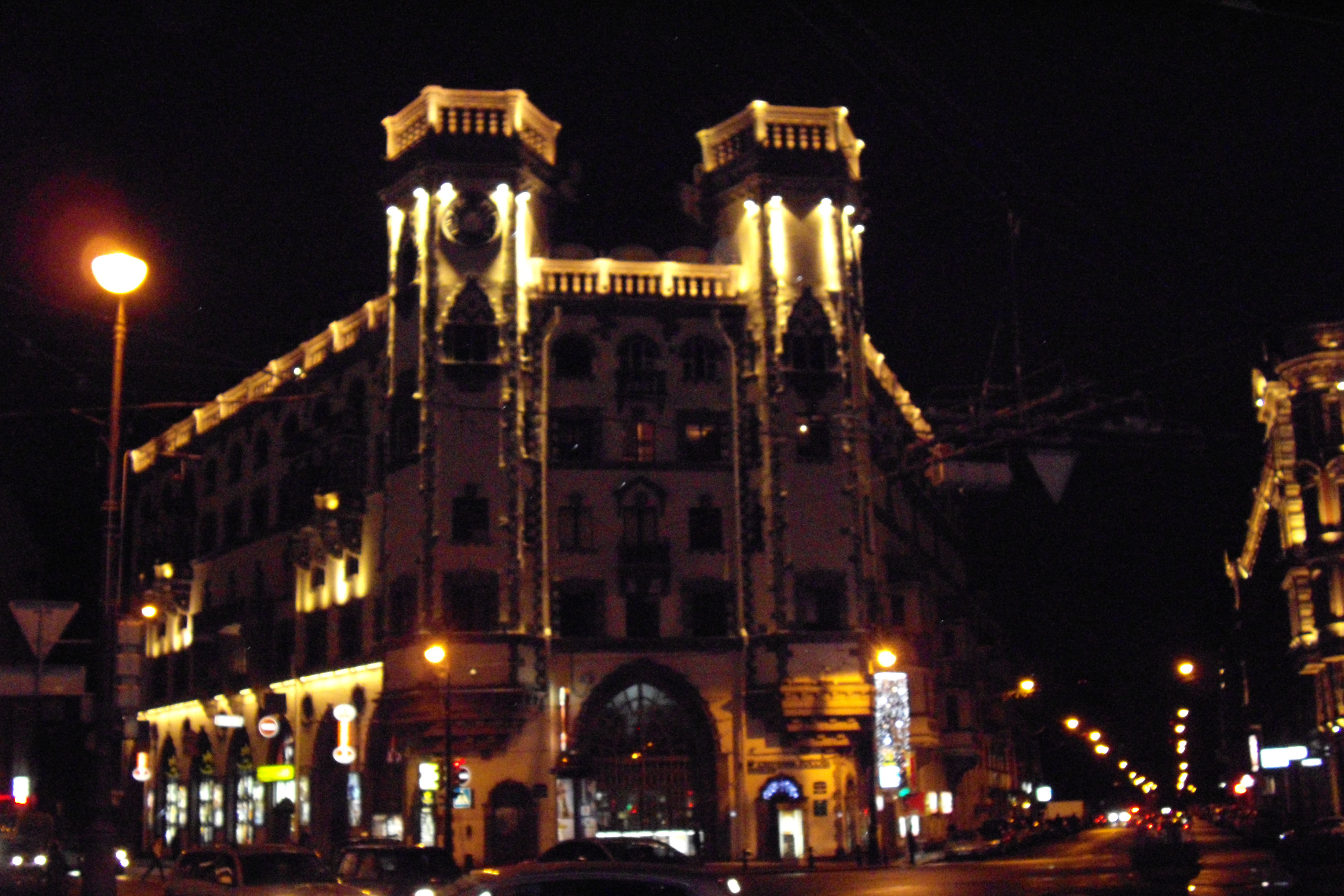
Illumination nocturne de la Maison aux Tours, installée après l'achèvement de la restauration de la façade en 2010

Malgré tout son pittoresque, le bâtiment a été construit avec des normes de sécurité accrues. L'équipement technique de la maison correspondait aux normes les plus élevées de l'époque : les appartements avaient des cuisinières à gaz, des baignoires encastrées, des radiateurs pour sécher les serviettes et des armoires encastrées. Il y avait un garage dans la cour de l'immeuble. L'aménagement intérieur, réalisé par Rosenstein, était compact. La construction a été achevée en 1915.

## Remarques
Dans la Maison aux Tours ont vécu à différentes époques : l'un des auteurs du projet, l'architecte Belogroud (en 1914), l'écrivain Leonid Andreïev (en 1915), le chanteur Aleksandr Davydov (ru) (en 1914-1917, au 4e étage) et sa fille, la danseuse Tamara Davydova, et l'artiste Andreï Ouchine (ru), responsable de la Défense de l'immeuble pendant le blocus de Leningrad.
Au début des années 1920, au rez-de-chaussée de l'édifice, du côté de la place, s'est installée la caisse enregistrée du Narkomfin, plus tard la caisse d'épargne, puis la succursale de la Sberbank. Depuis le 1er février 2013 dans ces locaux se trouve le Théâtre de Saint-Pétersbourg "Entreprise russe" du nom d'Andreï Mironov, ayant commencé la restauration des locaux en mauvais état, où se trouvait auparavant la Sberbank. Le théâtre expérimental qui s'y trouvait a été fermé en 1995 et, depuis 1996, il abrite l'Entreprise russe Andreï Mironov de Saint-Pétersbourg, fondée en 1988 et dirigée par le célèbre entrepreneur, metteur en scène et acteur russe Roudolf Fourmanov (ru). Peu de temps avant la révolution, le grand-père d'Andreï Mironov, Semion Menaker, avait acquis un acte de vente pour une partie de la maison.
- Pendant la Seconde Guerre mondiale, une bombe a explosé dans le quartier, ce qui a provoqué le déplacement du mur, mais de puissantes poutres ont sauvé la maison de la destruction[2].
- Le 29 mai 2009, lors de la rénovation de la façade de l'immeuble, un incendie s'est déclaré qui a touché presque tout le haut de la maison, mais a été éteint en toute sécurité[3]. La pièce "Lie Detector" a été interrompue dans la salle, le public a été évacué. La fumée de l'incendie était visible de toute la ville. L'extinction a duré toute la nuit.